# Futebol em Andorra
O futebol é um dos desportos praticados em Andorra. Todos os acontecimentos relacionados com o futebol neste país são geridos pela Federação de Futebol de Andorra. A federação gere a Seleção Andorrana de Futebol e uma liga de futebol que tem o nome de Primera Divisió d'Andorra.
Andorra é um país com muito pouca experiência no futebol internacional. A seleção nacional existe há menos de 23 anos. Na sua história, a seleção regista seis  vitórias até agora, contra a Bielorrússia, San Marino, Albânia, Macedónia, Hungria e Lichtenstein. 
O jogador de Andorra mais conhecido a nível internacional é provavelmente Albert Celades que jogou no campeonato espanhol pelas equipas FC Barcelona e Real Madrid e pela Seleção Espanhola de Futebol.